# Valdeprado (Palacios del Sil)
Valdeprado es una localidad española perteneciente al municipio de Palacios del Sil, en la provincia de León, comunidad autónoma de Castilla y León.

## Geografía

### Ubicación
| Noroeste: Degaña          | Norte: Cerredo      | Noreste: Caboalles de Arriba |
| Oeste: Peranzanes         |                     | Este: Cuevas del Sil         |
| Suroeste Anllares del Sil | Sur: Susañe del Sil | Sureste: Palacios del Sil    |

Ubicado en el valle del río Valdeprado, afluente del Sil. Cuenta con varias lagunas glaciares, entre ellas el Pozo Tseirosu.

## Demografía
| Gráfica de evolución demográfica de Valdeprado entre 2000 y 2017   |
|                                                                    |
| Población de derecho (2000-2017) según el padrón municipal del INE |